# Liste der Monuments historiques in Nancray
Die Liste der Monuments historiques in Nancray führt die Monuments historiques in der französischen Gemeinde Nancray auf.

## Liste der Objekte
| Bezeichnung                | Beschreibung                                                    | Standort                       | Kennzeichnung | Schutzstatus | Datum | Bild |
| -------------------------- | --------------------------------------------------------------- | ------------------------------ | ------------- | ------------ | ----- | ---- |
| Prozessionskreuz           | Bronze, 16. Jahrhundert                                         | in der Kirche St-Valère (Lage) | PM25001171    | Classé       | 1982  |      |
| Prozessionskreuz           | Metall, versilbert, 18. Jahrhundert                             | in der Kirche St-Valère (Lage) | PM25001172    | Classé       | 1981  |      |
| Zwei Reliquienmonstranzen  | Holz, vergoldet, Glas, Perlen, 18. Jahrhundert                  | in der Kirche St-Valère (Lage) | PM25001173    | Classé       | 1981  |      |
| Vier Reliquiare            | Holz, vergoldet, 18. Jahrhundert                                | in der Kirche St-Valère (Lage) | PM25002281    | Inscrit      | 1980  |      |
| Gemälde Heiliger Sebastian | Ölfarbe auf Holz, Holzrahmen, 17. Jahrhundert                   | in der Kirche St-Valère (Lage) | PM25002282    | Inscrit      | 1980  |      |
| Gemälde Heiliger Claudius  | Ölfarbe auf Holz, Holzrahmen, 17. Jahrhundert                   | in der Kirche St-Valère (Lage) | PM25002283    | Inscrit      | 1980  |      |
| Zwei Reliquiare            | Holz, vergoldet, 18. Jahrhundert                                | in der Kirche St-Valère (Lage) | PM25002284    | Inscrit      | 1981  |      |
| Kelch und Patene           | Silber, vergoldet, 18. Jahrhundert, Goldschmied Antoine Nouveau | in der Kirche St-Valère (Lage) | PM25001170    | Classé       | 1981  |      |